# هپی ولی، شهرستان الدورادو، کالیفرنیا
هپی ولی (به انگلیسی: Happy Valley) یک منطقهٔ مسکونی در ایالات متحده آمریکا است که در شهرستان ال دورادو، کالیفرنیا واقع شده‌است. هپی ولی ۱٬۱۲۶ متر بالاتر از سطح دریا واقع شده‌است.